# 鲁内贝里奖
鲁内贝里奖（芬蘭語：Runeberg-palkinto）是芬兰一个设立于1987年的文学奖项。该奖每年在约翰·卢德维格·鲁内贝里的生日2月5日那天颁发。
本文学奖项的主办单位为波尔沃市、《新地》报社、芬兰作家联盟、芬兰评论家联盟以及芬兰瑞典语作家协会（Finlands Svenska Författareförening）。2015年时奖金数量为一万欧元。2020年奖金提至两万欧元。成员每年变动的选拔委员会提名候选人名单，最后由评奖委员会选择最终的获奖者。获奖的作品可以是用芬兰语或瑞典语写成的。